# سوق أبو جهل

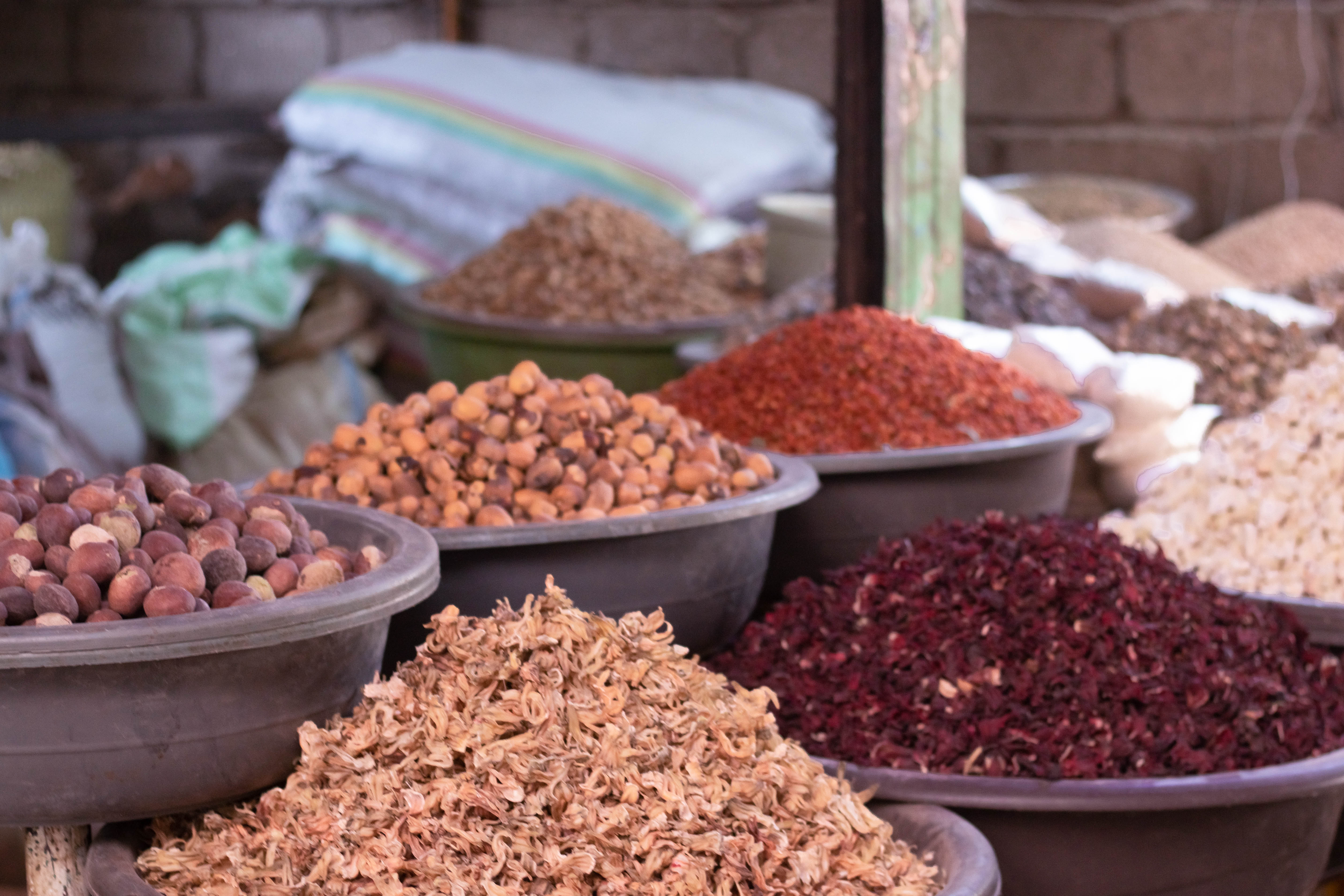
سوق أبو جهل/سوق النسوان سابقا

سوق أبو جهل أو ما يعرف بسوق بن مسعود هو من أقدم الأسواق الشعبية التي توجد في السودان. يوجد في مدينة الأبيض عاصمة ولاية شمال كردفان ويعتبر من أكبر الأسواق السودانية والعربية في مجال بيع المحاصيل البلدية مثل التبلدي والقضيم والكركديه والشطة وغيرها من المحاصيل. يوجد في وسط مدينة الأبيض ويجاوره أكبر سوق للصمغ العربي وهو سوق محصولات الأبيض.
سوق أبو جهل بمدينة الأبيض
في ذات المكان القائم عليه سوق بن مسعود اليوم والمسماة سابقاً بسوق أبى جهل له نكهه خاصة وله زبائنه، كان في السابق يعرف بسوق (العوين) يعنى النساء لان أغلب من عمل بالتجارة فيه من النساء من هن في أعمارمتقدمة (حاجات وشيخات وميارم وحبوبات) من أجل الرزق الحلال الطيب الذي أخرج رجالاً كشجر الزيتون صلابة وبنات كأعواد الصندل، وكذلك الغالبية العظمى من المشترين فيه من النساء لأنهن يجدن فيه كل ما يحتاجنه من مستلزمات نساء ذلك الزمن مثال (المرس، الكول، المصران، الكمبو، الودك، الدايوق، السعف، البرش..الخ)
ولأسباب كثيرة ومتعددة أصبح سوق العوين سوق أبو جهل وقيل سمى بذلك لتوفر احتياجات الجهال فيه مثال النبق والدوم اللالوب والفول المدمس والقضيم والتبلدى (القنقليس) العرديب وغيرها من الأشياء المحببة للجهال أو الصغار. وهنالك رواية أخرى تقول بأنه كان يقوم على أمر السوق رجل كثير المشغوليات وغير متفرغ لامر السوق وكانت هنالك إمراة خبيرة ببواطن أمور السوق أكثر منه فكل ما سألوها تقول لهم أسألوا أبو جهل نكاية في الرجل.
فسوق أبو جهل معرض للمنتجات السودانية الوطنية الصرفة المصنوعة من المواد الخام المحلية مثل البروش، الطبق، البرتال، اللبد، السروج، القفاف، الفنادق بأنواعها، البنابر، الجلود، العصى سيطان العنج، المراكيب، العناقربب، القرب، السعون، المخالى، الهبابات، الإبر، المسلات، الكجامات.
والمنتجات الأخرى مثل: اللوبيا، الفول السوداني، القضيم، أم قليلة، كرمدودة، الكسبرة، المليل، الكركدى، النبق، الدوم، القنقليس، السمن البلدى، وعسل النحل الذي فيه شفاء الناس.
وأصحاب المهن الحرفية لهم أماكنهم المحدودة مثال الحرفيين الذين عالجوا خامات الصفيح وأخرجوا الكوانين والشرقرقات والجبنات والاباريق وقوالب الكعك.
وحرفيي الحديد الثقيل اخرجوا منه الفأس والطورية والكندكة والحشاشة والفرار.
وفئة أخرى هم الدباغين الذين عالجوا الجلد الخام المذبوح إلى جلد مدبوغ يفى بالعديد من احتياجات الإنسان في الحضر والبوادى.
أصبح سوق بن مسعود الحديث مقسماً تجارياً حيث تمركز أهل البضاعة جملة وقطاعي في أماكن محدودة. تحتوي علي كل أصناف المعروضات الحديثة والأحتياجات المتكاملة من الملابس والخردوات والأواني المصنوعة محليا والمستوردة.
أصبح سوق بن مسعود في صورته الحالية لا يختلف عن الأسواق الحديثة تنظيماً وإدارة ومعروضات وتحف به منتجات سوق العوين ولكنها تختلف عما كانت عليه سابقاً.
أما كلمة سوق أبو جهل ما زالت تسيطر علي الكثيرين من أهل المدينة وحتي القادمين إليها فالكل يعرف أبو جهل وقل أن تجد فرد يعرف سوق ابن مسعود. بيد ان بالمدينة سوق أبو شرا وسوق ود عكيفة وسوق ود إلياس وسوق ركونا وسوق أم دفسو ولكن أبو جهل له نكهته الخاصة التي يتميز بها دون سائر تلك الأسواق.

## معرض الصور

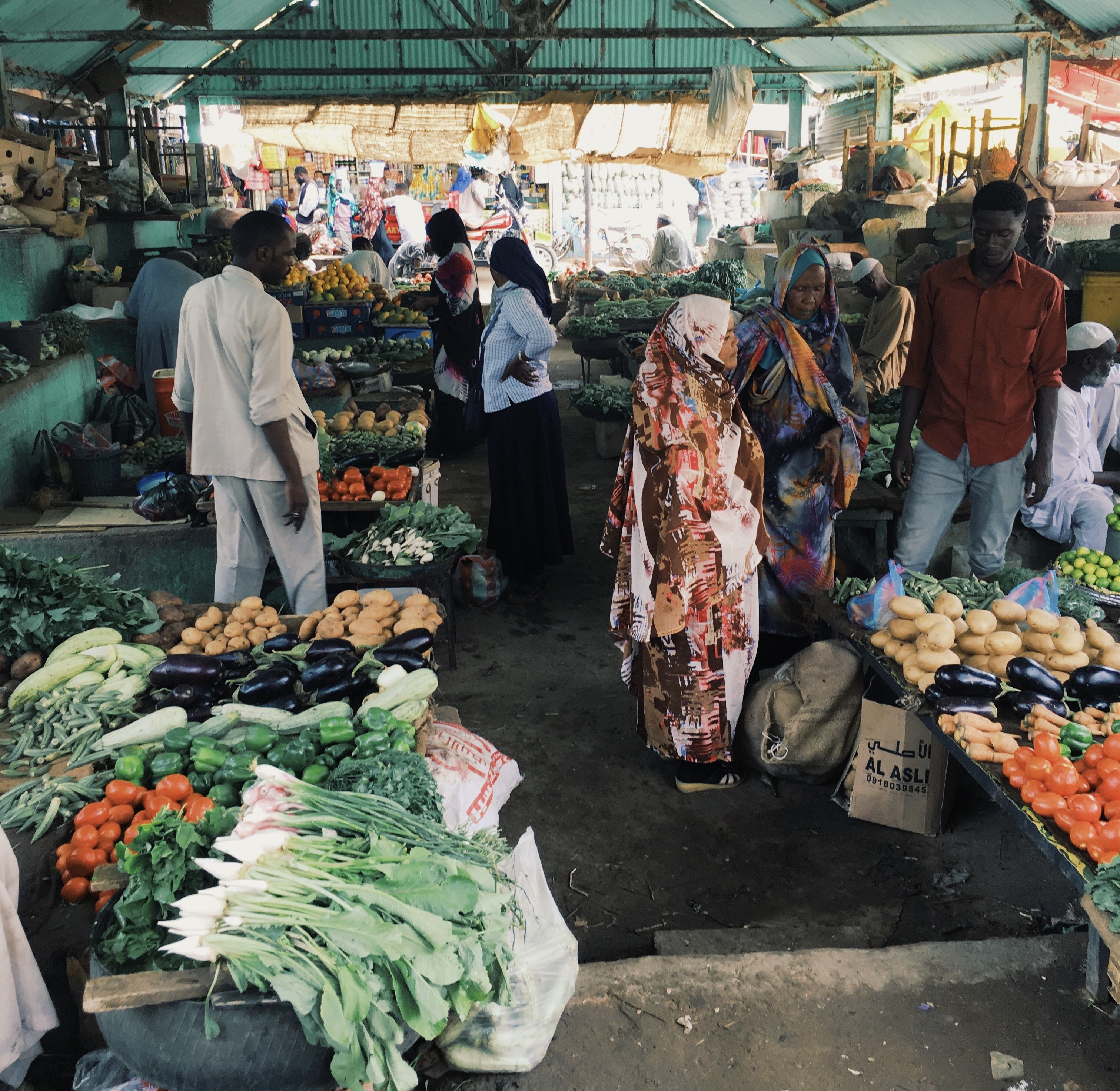